# Айрширська порода
Айрширська порода — порода великої рогатої худоби молочного напряму. Виведена у 18 столітті у Шотландії в графстві Айр. Поширена у Великій Британії, Канаді, США, Австралії та скандинавських країнах.

## Опис
Масть червоно-ряба. Для айрширських корів характерні ліроподібні роги. Жива маса корів становить 410—525 кг, бугаїв — 690—750 кг. Річний надій молока від корови в середньому 3500 кг, жирномолочність — 3,8 — 4 %. Айрширська порода добре пристосовується до різних умов.

## В Україні
В Україну айрширів завезли з Фінляндії, їх використовували для утворення харківського типу червоно-рябої породи на основі симентальської.